# هنري أوتو
هنري أوتو (بالإنجليزية: Henry Otto)‏ هو منتج أفلام وكاتب سيناريو ومخرج وممثل أمريكي، ولد في 8 أغسطس 1877 بسانت لويس في الولايات المتحدة، وتوفي في 3 أغسطس 1952 بلوس أنجلوس في الولايات المتحدة.

## وصلات خارجية
- هنري أوتو على موقع IMDb (الإنجليزية)
- هنري أوتو على موقع أول موفي (الإنجليزية)
- هنري أوتو على موقع قاعدة بيانات الأفلام السويدية (السويدية)
- هنري أوتو على موقع قاعدة بيانات الفيلم (الإنجليزية)
- هنري أوتو على موقع كينوبويسك (الروسية)